# الصاج (عزبة)
الصاج عزبة تابعة لقرية أبيوقا[ ؟ ] بالوحدة المحلية لقرية كنيسة الصرادوسي، التابعة لمركز دسوق، التابع لمحافظة كفر الشيخ في جمهورية مصر العربية.